# Neo Ranga
Neo Ranga (南海奇皇 (ネオランガ) Nankai Kiou (Neoranga)?) es un anime de televisión creado por el guionista Shō Aikawa, Pierrot y Pony Canyon, sin ser este la adaptación de un manga. Se compone de dos temporadas, las cuales suman un total de 48 episodios. La historia gira en torno a tres compañeras de orfanato que, a través de un giro del destino, heredaron su propio poder del dios Ranga.
Neo Ranga originalmente fue emitido en Japón como parte del programa Anime Complex.

## Argumento
Hace tiempo, las tres hermanas Shimabara fueron hasta la pequeña isla de Barou, situada cerca de Indonesia, donde descubrieron que su hermano desaparecido se había convertido en el rey y que había tenido un hijo, Joel. Allí conocen a Ranga, un antiguo dios surgido del interior de una montaña, que las llama a ser sucesoras del reino. Ahora las tres hermanas asisten, en plena ciudad de Tokio, a la aparición de un robot gigante, Neo Ranga, que ha venido a buscarlas. Curiosas por descubrir el misterio que se esconde detrás de esta máquina, Minami, Ushio y Yuuhi harán todo lo que puedan para evitar que el ejército se apodere del robot, porque de alguna manera intuyen que puede tener alguna relación con su hermano.

## Personajes
Ushio Shimabara es una quinceañera un tanto masculina, pero un poco tímida y un reservada, con un agudo sentido de la justicia y altruismo. Rápidamente acepta la supervivencia de Joel, así como su papel como guardiana de Neo Ranga. A menudo se considera que Ushio es más empática y sensata que sus hermanos, especialmente en lo que respecta a las interacciones de Neo Ranga con el pueblo japonés.
Minami Shimabara, con veinticuatro años, es la mayor de las hermanas y esencialmente actúa como madre sustituta de Ushio y Yuuhi. Tiene varios trabajos para mantener a su familia, incluida la entrega de periódicos y el trabajo como anfitriona. También es dueña de Star Hole Company, que educa a los jóvenes sobre cómo manejar la presión de los medios cuando se es una celebridad; Esta experiencia le será muy útil cuando ella y sus hermanas heredan Neo Ranga. Minami tiende a ser vista como fría y distante, en parte debido a su naturaleza y actitud protectora, y en parte debido a su constante preocupación por el dinero y porque está usando a Neo Ranga para obtener rédito. 
Yuuhi Shimabara, trece años. Gracias a una beca asiste a una escuela privada en Shinagawa, Tokio. Gracias a su físico recibe caros regalos y favores de sus admiradores, incluso de su maestro. Si bien aparentemente es la más egoísta de las hermanas, también es la más popular. Yuuhi se complace en usar a Neo Ranga para intimidar a los elementos indeseables de su vecindario, como los yakuza, para consternación de sus hermanas. 
Neo Ranga es el dios protector gigante de Barou, que se asemeja a un cruce entre Godzilla y un gran mecha semi-orgánico, aunque es también similar a un golem. Tiene una forma vagamente humanoide, de color negro y gris, y está cubierto con remolinos rojos. Neo Ranga no habla y sólo es capaz de expresarse con sus movimientos y sus misteriosos ojos. 

## Kyoshin
Dioses antagonistas de la serie y otros miembros de la raza Ranga.
- Lord Reiya
- Minakata
  - Mecha Minakata
- Salume
- Yamase
  - Kamikaze Yamase
- Yoshino
- Hatsune
- Ibuki
- Akasa
- Appa
- Plutiwee

## Música
Opening
1. Episodios del 1 al 24 : "Kaze no Nemuru Shima" - Yūko Miyamura, Yuuko Sumitomo yEri Sendai
2. Episodios del 25 al 48 : "Kami to Nare" - Kuniaki Haishima

Ending
1. Episodios del 1 al 24 :  "Prologue ~A City In The Sky " por Masaaki Ito
2. Episodios del 25 al 48 : "Kawaki No Miwa Ni Te" - Yuko Miyamura, Yuko Sumitomo y Eri Sendai